# Borostomias panamensis
Borostomias panamensis är en fiskart som beskrevs av Regan och Ethelwynn Trewavas 1929. Borostomias panamensis ingår i släktet Borostomias och familjen Stomiidae. Inga underarter finns listade.